# Клермон-Ферран-турнир
Клермон-Ферран-турнир — международный шахматный турнир, который проходил с 10 по 23 июля 1989 года. Был посвящён 200-летию Великой французской революции.

## Итоги
- 1—5. С. Долматов, В. Корчной, О. Рене, Д. Сакс, Я. Эльвест — по 6½;
- 6—7. У. Андерссон, 3. Рибли — по 6;
- 8. А. Соколов — 5½;
- 9. К. Спраггетт — 5;
- 10—11. X. Ногейрас, Б. Спасский — по 4;
- 12. Ж. Лотье — 3.